# Elapognathus
Genre
Elapognathus est un genre de serpents de la famille des Elapidae.

## Répartition
Les 2 espèces de ce genre sont endémiques d'Australie-Occidentale.

## Description
Ce sont des serpents terrestres et vivipares.

## Liste des espèces
Selon The Reptile Database (26 avril 2014) :
- Elapognathus coronatus (Schlegel, 1837)
- Elapognathus minor (Günther, 1863)

## Publication originale
- Boulenger, 1896 : Catalogue of the snakes in the British Museum. London, Taylor & Francis, vol. 3, p. 1-727 (texte intégral).